# Letheobia uluguruensis
Espèce
Synonymes
- Typhlops uluguruensis Barbour & Loveridge, 1928

Statut de conservation UICN

 EN B1ab(iii) : En danger
Letheobia uluguruensis est une espèce de serpents de la famille des Typhlopidae.

## Répartition
Cette espèce est endémique des Uluguru en Tanzanie. Elle se rencontre entre 760 et 850 m d'altitude.

## Description
L'holotype de Letheobia uluguruensis mesure 235 mm dont 5 mm pour la queue et dont le diamètre à la moitié du corps est de 4,5 mm. Cette espèce présente une teinte générale rose chair.

## Étymologie
Son nom d'espèce, composé de uluguru et du suffixe latin -ensis, « qui vit dans, qui habite », lui a été donné en référence au lieu de sa découverte.

## Publication originale
- Barbour & Loveridge, 1928 : A comparative study of the herpetological fauna of the Uluguru and Usambara mountains, Tanzania Territory with descriptions of new species. Memoirs of the Museum of Comparative Zoology, Cambridge, Massachusetts, vol. 50, no 2, p. 85-265 (texte intégral).